# Найкращі футболісти України за десятиліттями за версією газети «Український футбол»
Найкращі футболісти України за десятиліттями — низка опитувань, організованих газетою «Український футбол» упродовж 2010 та 2017 років, метою котрих було визначення провідних вітчизняних гравців за підсумком десятиріч. Респондентами щоразу виступало сім журналістів (на кожну декаду їх підбирали окремо), які називали власні варіанти чільних десяток, після чого виводився загальний рейтинг. Щодо найліпших за чотири десятиліття — від 1910-х до 1940-х — працював інший принцип (у зв’язку з відсутністю живих свідків тих часів): один із журналістів[хто?] «УФ» займався організацією конкурсів, уклав відповідні списки на основі інформації з газет, книг, архівів та спогадів ветеранів. Він же профінансував виготовлення шести пам'ятних медалей переможцям (1950-ті — 2000-ні), за основу яких бралися дружні шаржі.

## Чільні десятки

### Чільна десятка 2010-х
1. Андрій Ярмоленко
2. Євген Коноплянка
3. Андрія П'ятов
4. Руслан Ротань
5. Тарас Степаненко
6. Євген Хачеріді
7. Ярослав Ракицький
8. Денис Гармаш
9. Олександр Шовковський
10. Роман Зозуля

### Чільна десятка 2000-х
1. Андрій Шевченко
2. Анатолій Тимощук
3. Олександр Шовковський
4. Сергій Ребров
5. Андрій Воронін
6. Сергій Назаренко
7. Андрій Гусін
8. Олег Гусєв
9. Дмитро Чигринський
10. Олександр Рикун

### Чільна десятка 1990-х
1. Сергій Ребров
2. Віктор Леоненко
3. Андрій Шевченко
4. Юрій Калитвинцев
5. Олександр Шовковський
6. Олег Лужний
7. Андрій Полунін
8. Віктор Скрипник
9. Владислав Ващук
10. Олександр Головко

### Чільна десятка 1980-х
1. Олег Блохін
2. Анатолій Дем'яненко
3. Олександр Заваров
4. Олег Протасов
5. Володимир Безсонов
6. Ігор Бєланов
7. Олексій Михайличенко
8. Леонід Буряк
9. Геннадій Литовченко
10. Михайло Соколовський

### Чільна десятка 1970-х
1. Олег Блохін
2. Віктор Колотов
3. Володимир Мунтян
4. Анатолій Коньков
5. Євген Рудаков
6. Володимир Онищенко
7. Лев Броварський
8. Леонід Буряк
9. Володимир Веремеєв
10. Віталій Старухін

### Чільна десятка 1960-х
1. Віктор Серебряников
2. Василь Турянчик
3. Андрій Біба
4. Анатолій Бишовець
5. Віктор Каневський
6. Йожеф Сабо
7. Валерій Лобановський
8. Володимир Мунтян
9. Василь Москаленко
10. Віктор Банников

### Чільна десятка 1950-х
1. Михайло Коман
2. Віталій Голубєв
3. Олег Макаров
4. Юрій Войнов
5. Віктор Фомін
6. Олександр Алпатов
7. Андрій Зазроєв
8. Абрам Лерман
9. Георгій Борзенко
10. Павло Віньковатов

### Чільна десятка 1940-х
1. Олександр Скоцень
2. Олександр Пономарьов
3. Павло Віньковатов
4. Федір Дашков
5. Абрам Лерман
6. Георгій Бікезін
7. Віктор Рогозянський
8. Юрій Зубач
9. Анатолій Зубрицький
10. Георгій Борзенко

### Чільна десятка 1930-х
1. Костянтин Щегоцький
2. Олекса Бокшай
3. Антон Ідзковський
4. Володимир Кобзяр
5. Віктор Шиловський
6. Іван Кузьменко
7. Олександр Бабкін
8. Казимир Піонтковський
9. Микола Трусевич
10. Петро Лайко

### Чільна десятка 1920-х
1. Іван Привалов
2. Володимир Фомін
3. Олександр Шпаковський
4. Костянтин Фомін
5. Роман Норов
6. Валентин Прокоф'єв
7. Микола Кротов
8. Олександр Штрауб
9. Михайло Малхасов
10. Іван Натаров

### Чільна десятка 1910-х
1. Григорій Богемський
2. Василь Оттен
3. Олександр Злочевський
4. Іван Єгоров
5. Степан Романенко
6. Михайло Мізерський
7. Стефан Красовський
8. Юлій Дихно
9. Андрій Гуляницький
10. Кирило Масленников

#### Цікаві факти
- очолюють десятки 10 футболістів — Григорій Богемський, Іван Привалов, Костянтин Щегоцький, Олександр Скоцень, Михайло Коман, Віктор Серебряников, Олег Блохін (єдиний дворазовий лауреат), Сергій Ребров, Андрій Шевченко та Андрій Ярмоленко;
- загалом у 11-ти десятках зустрічаються рівно 100 футболістів; із цієї кількості гравців восьмеро потрапляли до списків за два десятиріччя — Павло Віньковатов, Абрам Лерман, Георгій Борзенко, Володимир Мунтян, Олег Блохін, Леонід Буряк, Сергій Ребров та Андрій Шевченко, натомість Олександр Шовковських згадується в трьох.

## Символічні збірні України за десятиліттями (1910-ті — 2010-ті)

### За визначенням газети «Молода гвардія» (2002)
| 1911—1920 |
| Воротар: Василь Оттен. Захисники: Михайло Мізерський, Стефан Красовський. Півзахисники: Тимофій Іванов, Андрій Гуляницький, Кирило Масленников. Нападники: Іван Єгоров, Роман Носківський, Григорій Богемський, Олександр Злочевський, Юлій Дихно. Тактична схема: 1+2+3+5 |

| 1921—1930 |
| Воротар: Роман Норов. Захисники: Костянтин Фомін, Микола Кротов. Півзахисники: Микола Капустін, Володимир Фомін, Іван Привалов. Нападники: Олександр Штрауб, Михайло Малхасов, Олександр Шпаковський, Іван Натаров, Валентин Прокоф’єв. Тактична схема: 1+2+3+5 |

| 1931—1940 |
| Воротар: Микола Трусевич. Захисники: Микола Махиня, Олексій Клименко. Півзахисники: Іван Кузьменко, Казимир Піонтковський, Володимир Гребер. Нападники: Макар Гончаренко, Віктор Шиловський, Костянтин Щегоцький, Павло Комаров, Петро Паровишніков. Тактична схема: 1+2+3+5 Тренер: Михайло Товаровський. |

| 1941—1950 |
| Воротар: Антон Ідзковський. Захисники: Микола Махиня, Абрам Лерман, Георгій Бікезін. Півзахисники: Олександр Принц, Віктор Рогозянський. Нападники: Федір Дашков, Олександр Скоцень, Олександр Пономарьов, Павло Віньковатов, Георгій Борзенко. Тактична схема: 1+3+2+5 Тренер: Володимир Кобзяр. |

### За визначенням газети «Молодь України» (2013)
| 1951—1960 |
| Воротар: Олег Макаров. Захисники: Володимир Єрохін, Віталій Голубєв, Тиберій Попович. Півзахисники: Юрій Войнов, Олександр Алпатов. Нападники: Віктор Каневський, Михайло Коман, Андрій Зазроєв, Георгій Борзенко, Віктор Фомін. Тактична схема: 1+3+2+5 Тренер: Олег Ошенков. |

| 1961—1970 |
| Воротар: Віктор Банников. Захисники: Володимир Щегольков, Вадим Соснихін, Василь Турянчик, Леонід Островський. Півзахисники: Йожеф Сабо, Андрій Біба, Віктор Серебряников. Нападники: Віктор Каневський, Анатолій Бишовець, Валерій Лобановський. Тактична схема: 1+4+3+3 Тренер: Віктор Маслов. |

| 1971—1980 |
| Воротар: Євген Рудаков. Захисники: Володимир Трошкін, Михайло Фоменко, Віктор Матвієнко. Півзахисники: Володимир Мунтян, Анатолій Коньков, Леонід Буряк, Віктор Колотов, Володимир Веремеєв. Нападники: Володимир Онищенко, Олег Блохін. Тактична схема: 1+3+5+2 Тренер: Валерій Лобановський. |

| 1981—1990 |
| Воротар: Віктор Чанов. Захисники: Володимир Безсонов, Сергій Балтача, Олег Кузнєцов, Анатолій Дем’яненко. Півзахисники: Геннадій Литовченко, Олександр Заваров, Василь Рац. Нападники: Олег Протасов, Ігор Бєланов, Олег Блохін. Тактична схема: 1+4+3+3 Тренер: Валерій Лобановський. |

| 1991—2000 |
| Воротар: Олександр Шовковський. Захисники: Олег Лужний, Владислав Ващук, Олександр Головко, Віктор Скрипник. Півзахисники: Юрій Калитвинцев, Юрій Максимов, Віталій Косовський. Нападники: Сергій Ребров, Андрій Шевченко, Віктор Леоненко. Тактична схема: 1+4+3+3 Тренер: Валерій Лобановський. |

| 2001—2010 |
| Воротар: Олександр Шовковський. Захисники: Олег Гусєв, Андрій Русол, Дмитро Чигринський, Віктор Скрипник. Півзахисники: Сергій Назаренко, Анатолій Тимощук, Андрій Гусін, Олександр Рикун. Нападники: Андрій Шевченко, Андрій Воронін. Тактична схема: 1+4+4+2 Тренер: Євген Кучеревський. |

### За визначенням газети «Український футбол» (2017)
| 2011—2017 |
| Воротар: Андрій П'ятов. Захисники: Артем Федецький, Євген Хачеріді, Ярослав Ракицький, В'ячеслав Шевчук. Півзахисники: Денис Гармаш, Тарас Степаненко, Руслан Ротань. Нападники: Андрій Ярмоленко, Роман Зозуля, Євген Коноплянка. Тактична схема: 1+4+3+3 Тренер: Мирон Маркевич. |

#### Цікаві факти
- загалом у 11-ти збірних зустрічаються 114 футболістів; із цієї кількості гравців семеро потрапляли до репрезентацій за два десятиріччя — Микола Махиня, Георгій Борзенко, Віктор Каневський, Олег Блохін, Олександр Шовковський, Віктор Скрипник та Андрій Шевченко;
- «очолюють» збірні сім тренерів — Михайло Товаровський, Володимир Кобзяр, Олег Ошенков, Віктор Маслов, Валерій Лобановський (за підсумком трьох десятиріч), Євген Кучеревський та Мирон Маркевич.

## Символічна збірна України першої половини 1990-х

### За визначенням газети «Український футбол» (1996)
1991—1996 (1+4+4+2): О.Суслов — О.Лужний, С.Беженар, О.Головко, В.Скрипник — С.Ковалець, Ю.Калитвинцев, Ю.Максимов, В.Косовський — Т.Гусейнов, В.Леоненко; тренер В.Прокопенко